# Ariyalur
Ariyalur è una suddivisione dell'India, classificata come town panchayat, di 27.827 abitanti, capoluogo del distretto di Ariyalur, nello stato federato del Tamil Nadu. In base al numero di abitanti la città rientra nella classe III (da 20.000 a 49.999 persone).

## Geografia fisica
La città è situata a 11° 7' 60 N e 79° 4' 60 E e ha un'altitudine di 75 m s.l.m..

## Società

### Evoluzione demografica
Al censimento del 2001 la popolazione di Ariyalur assommava a 27.827 persone, delle quali 14.070 maschi e 13.757 femmine. I bambini di età inferiore o uguale ai sei anni assommavano a 3.296, dei quali 1.680 maschi e 1.616 femmine. Infine, coloro che erano in grado di saper almeno leggere e scrivere erano 20.232, dei quali 11.181 maschi e 9.051 femmine.